# Asteridea asteroides
Asteridea asteroides là một loài thực vật có hoa trong họ Cúc. Loài này được (Turcz.) Kroner mô tả khoa học đầu tiên năm 1980.